# Lac Vallet
Lac Vallet är en sjö i Kanada.   Den ligger i regionen Abitibi-Témiscamingue och provinsen Québec, i den sydöstra delen av landet, 400 km nordväst om huvudstaden Ottawa. Lac Vallet ligger 266 meter över havet.
I omgivningarna runt Lac Vallet växer i huvudsak blandskog. Runt Lac Vallet är det glesbefolkat, med 17 invånare per kvadratkilometer.